# Husarknapp
Husarknapp (Sanvitalia procumbens) tillhör familjen korgblommiga växter. Husarknapp är ettårig och har små, runda och klargula blommor. Växten blir tät och frodig och cirka 20 cm hög.